# حرب الكعك

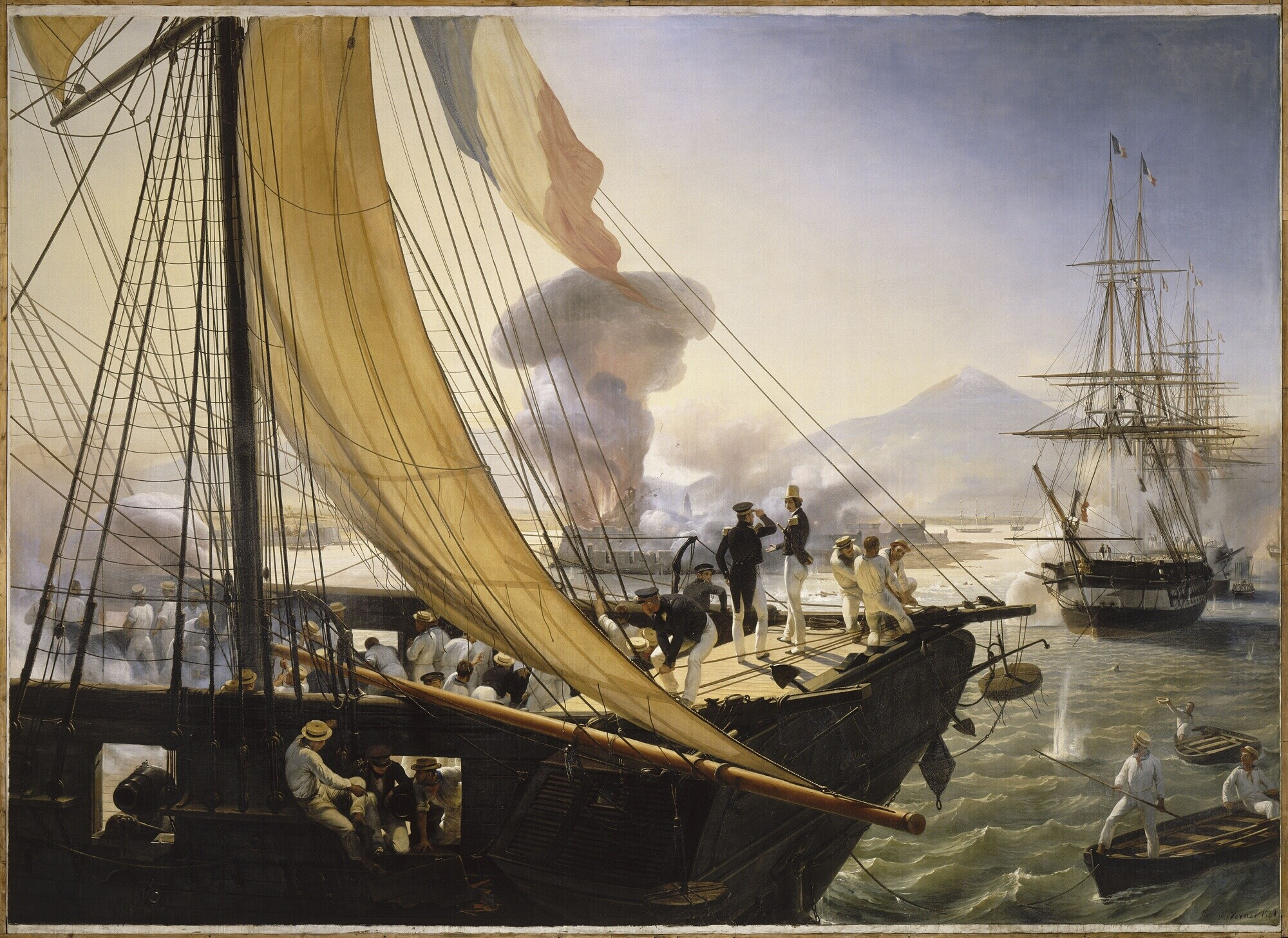
انفجار برج قلعة سان خوان دي أولووا من قبل السفينة الحربية الفرنسية (اللوحة من قبل هوراس فرنيه)

حرب الكعك أو حرب المعجنات (بالإسبانية:guerra de los pasteles)، هي صراع عسكري 1838/1839 بين المكسيك وفرنسا.
لم تكن الحقبة بين إنشاء الجمهورية المكسيكية في عام 1824 والحرب المكسيكية الأمريكية (1846-1848) بالهادئة. كان هناك الكثير من النهب والسلب، ولم يتمكن المنهوبون من الحصول على تعويض من الجمهورية المكسيكية. لذلك، غالبا ما توجه المقيمون الأجانب بالمكسيك لدى حكومات بلدانهم، وطالبوا بالتعويض عن الأخطاء التي لحقت بهم.
كان في طاكوبايا، وهي ضاحية من ضواحي مدينة مكسيكو، خبازا فرنسيا يسمى السيد ريمونتل. تم نهب وتدمير مخبزه من قبل ضباط مكسيكيين في عام 1832، وتوجه إلى الملك الفرنسي لويس فيليب (1773-1850) للحصول على مساعدة، طالب الخباز الفرنسي بتعويض 600،000 بيزو عن تدمير مخبزه. طالبت فرنسا من المكسيك 600،000 بيزو (للمقارنة: عامل مكسيكي في ذلك الوقت كان يحصل حوالي بيزو واحد في اليوم). وضع الدبلوماسي البارون أنطوان لويس ديفوديس (1786-1869) للمكسيك إنذارا نهائيا. عندما امتنع الرئيس المكسيكي أناستازيو بوستامانتي (1780-1853) عن الدفع، أرسل لويس فيليب، أسطول تحت الاميرال تشارلز بودان (1792-1854) إلى المكسيك لحصار جميع الموانئ المكسيكية في خليج المكسيك، ولقصف قلعة سان خوان دي أولووا (27 نوفمبر 1838) ولاحتلال ميناء فيرا كروز. ثم أعلنت المكسيك الحرب على فرنسا في 30 نوفمبر 1838. في ديسمبر 1838، شل الفرنسيون في فيرا كروز البحرية المكسيكية بأكملها. الحصار استمر ثمانية أشهر.
كان هذا أول استخدام للسفن البخارية عبر الأطلسي، حيث كان أسطول بودان يضم السفينة البخارية ذات العجلة الدوارة فايتون وميتيور.

## خلفية
خلال السنوات الأولى للجمهورية المكسيكية الجديدة كان هناك اضطراب مدني واسع النطاق نتيجة تنافس الفصائل للسيطرة على البلاد. غالبًا ما كان القتال يؤدي إلى تدمير أو نهب الممتلكات الخاصة. لم يكن لدى المواطنين العاديين خيارات كثيرة للمطالبة بالتعويض لأنهم لم يكن لديهم ممثلين يتحدثون نيابة عنهم. الأجانب الذين تضررت أو دمرت ممتلكاتهم من قبل الشغب أو اللصوص كانوا عادة غير قادرين أيضًا على الحصول على تعويض من الحكومة المكسيكية وبدأوا في التوجه إلى حكوماتهم طلبًا للمساعدة والتعويض.
كانت العلاقات التجارية بين فرنسا والمكسيك موجودة قبل اعتراف إسبانيا باستقلال المكسيك في عام 1830، وبعد إقامة العلاقات الدبلوماسية بسرعة أصبحت فرنسا ثالث أكبر شريك تجاري للمكسيك. ومع ذلك، كانت السلع الفرنسية تخضع لضرائب أعلى، إذ لم تتمكن فرنسا وقتها من تأمين اتفاقيات تجارية مشابهة لتلك التي وقعتها الولايات المتحدة والمملكة المتحدة، أكبر شريكين تجاريين للمكسيك.

## التسلسل الزمني
في شكوى إلى الملك لويس فيليب، ادعى طاهٍ فرنسي يُعرف فقط بالسيد ريمونتل أن الضباط المكسيكيين نهبوا محله في تاكوبايا (كانت آنذاك بلدة في ضواحي مدينة مكسيكو) في عام 1832. ومع ذلك، تدعي المصادر المكسيكية أن الضباط من حكومة سانتا آنا ببساطة رفضوا دفع فواتيرهم. طالب ريمونتل بتعويض قدره 60 ألف بيزو عن الأضرار (كانت قيمة محله أقل من ألف بيزو).
نظرًا لشكوى ريمونتل (التي أعطت اسمها للصراع اللاحق) وشكاوى أخرى من المواطنين الفرنسيين (من بينها نهب المحلات الفرنسية في سوق باريان عام 1828 وإعدام مواطن فرنسي متهم بالقرصنة في عام 1837)، في عام 1838، طالب رئيس الوزراء لويس ماتيو موليه من المكسيك بدفع 600 ألف بيزو (3 ملايين فرنك) كتعويضات، وهو مبلغ ضخم في ذلك الوقت، فقد كان الأجر اليومي النموذجي في مدينة مكسيكو حوالي بيزو واحد (8 ريالات مكسيكية).
عندما لم يوافق الرئيس أنستاسيو بوستامانتي على الدفع، أمر الملك الفرنسي أسطولًا تحت قيادة الأدميرال شارل بودان بإعلان وتنفيذ حصار على جميع الموانئ المكسيكية في خليج المكسيك من يوكاتان إلى ريو غراندي، وقصف قلعة سان خوان دي أولوا المكسيكية، والاستيلاء على مدينة فيراكروز، التي كانت أهم ميناء على ساحل الخليج. استولت القوات الفرنسية على فيراكروز بحلول ديسمبر 1838 وأعلنت المكسيك الحرب على فرنسا.
مع قطع التجارة، بدأ المكسيكيون تهريب الواردات إلى المكسيك عبر كوربوس كريستي (كانت آنذاك جزءًا من جمهورية تكساس). خوفًا من أن تفرض فرنسا حصار على موانئ الجمهورية أيضًا، بدأ كتيبة من القوات التكساسية بدوريات في خليج كوربوس كريستي لوقف المهربين المكسيكيين. تخلى أحد الأطراف المهربة عن حمولته من حوالي مئة برميل من الدقيق على الشاطئ عند مصب الخليج، مما أعطى فلور بلاف اسمها. أرسلت الولايات المتحدة قريبًا السفينة وودبيري لمساعدة الفرنسيين في حصارهم.
في هذه الأثناء، ومن دون تفويض حكومي صريح، خرج أنطونيو لوبيز دي سانتا آنا، المعروف بقيادته العسكرية، من تقاعده من مزرعته المسماة «مانجا دي كلافو» بالقرب من خالابا وفحص دفاعات فيراكروز. عرض خدماته على الحكومة التي أمرته بمحاربة الفرنسيين بأي وسيلة ضرورية. قاد القوات المكسيكية ضد الفرنسيين وقاتل في معركة فيراكروز في عام 1838. في اشتباك مع الحرس الخلفي للفرنسيين، أصيب سانتا آنا في ساقه من قبل كراث فرنسي. بترت ساقه ودفنها مع كامل التشريفات العسكرية. باستخدام إصاباته مع الدعاية البلاغية البارعة، عاد سانتا آنا إلى السلطة.

## استعادة السلام
انسحبت القوات الفرنسية في 9 مارس 1839 بعد توقيع معاهدة سلام. كجزء من هذه المعاهدة، وافقت الحكومة المكسيكية على دفع 600 ألف بيزو كتعويضات للمواطنين الفرنسيين بينما تلقت فرنسا وعودًا بالتزامات تجارية مستقبلية بدلًا من تعويضات الحرب. ومع ذلك، لم يُدفع هذا المبلغ مطلقًا واستُخدم لاحقًا كأحد تبريرات التدخل الفرنسي الثاني في المكسيك عام 1861.
بعد النصر المكسيكي في عام 1867 وانهيار الإمبراطورية الفرنسية الثانية في عام 1870، لم تستأنف المكسيك وفرنسا العلاقات الدبلوماسية حتى عام 1880 عندما تنازلت الدولتان عن المطالب المتعلقة بالحروب.
وكلها كلاوات